# Parita (huyện)
Huyện Parita là một huyện (distrito) thuộc tỉnh Herrera ở Panama. Theo điều tra dân số năm 2000, huyện này có dân số 8827 người. Huyện Parita có diện tích 364 km². Huyện lỵ đóng tại Parita.